# Cefale
Cefale (in greco antico: Κεφαλή?, Kephalḗ) era un demo dell'Attica situato all'estremità settentrionale del distretto minerario del Laurio.

## Etimologia
Questo demo prende il suo nome dall'ancestrale eroe Cefalo, mitologico re di Torico.

## Collocazione
Secondo l'ordine adottato nella lista fornita da Pausania, era sito a sud o a est del monte Imetto: in conformità col fatto che Ross trovò nelle vicinanze dei moderni centri di Brauron e Vraóna alcune iscrizioni riportanti il nome di questo demo, potrebbe essere collocato in quell'area, a est di Keratea.

## Descrizione
Sopra ad un'altura che raggiunge i 220 metri si trova una residenza principesca di epoca micenea.
Vi si trovavano una necropoli fondata nel periodo geometrico (VI secolo a.C.) e rimasta attiva sino al IV secolo a.C. e templi dedicati ad Afrodite e ai Dioscuri, che erano chiamati in questa zona "gli dei grandiosi", per il primo dei quali è stata rinvenuta una pietra che forse delimitava i confini del santuario. Vi si trovava pure un tempio della fratria degli Akhniadai, circondato da una vasta proprietà.